# Get the Balance Right!
Get the Balance Right! este o piesă a formației britanice Depeche Mode. Piesa a apărut pe albumul People Are People, în 1984.